# Década de 480
Séculos: (Século IV - Século V - Século VI)
Décadas: 430 440 450 460 470 - 480 - 490 500 510 520 530
Anos: 480 - 481 - 482 - 483 - 484 - 485 - 486 - 487 - 488 - 489